# Manetho
Manetho was een Griekstalige Egyptenaar (ca. 250 v.Chr.), geboren in Sebennytos, als hogepriester mogelijk werkzaam in de tempel van de zonnegod Ra in Heliopolis. Hij leefde tijdens de regering van de eerste drie Ptolemaeën en droeg aan koning Ptolemaeus II een in het Grieks geschreven Egyptische Geschiedenis (Aigyptiaka) op.

## Tussen twee culturen
Manetho was net als de Babylonische tijdgenoot en priester Berossus, de schrijver van de Babylonische geschiedenis (Babyloniaka) de uitgelezen persoon om de zeer oude, inheemse geschiedenis in de taal van de nieuwe, Griekse overheerser over te zetten. Beiden waren hoogopgeleid binnen de eigen tempels, hadden toegang tot de tempelarchieven, en waren op de hoogte van de mythen en mondelinge overleveringen, die in die tijd even hoog aangeslagen werden als geschreven bronnen. Manetho was natuurlijk goed thuis in de Griekse taal en bovendien in haar literatuur, waardoor hij vergelijkingen kon maken, zoals Amenophis/Memnon en Armesis/Danaos uit de achttiende dynastie, Thouoris/Polybos uit de negentiende en Osorkho/Herakles uit de drieëntwintigste dynastie.
Manetho was ook buiten de tempel van de zonnegod actief en was invloedrijk in de cultus van Serapis (Osiris-Apis). Die cultus was een Grieks-Macedonische aanpassing van de cultus waarbij sinds het Nieuwe Koninkrijk stieren, die Apis werden genoemd, in Memphis gehouden en geofferd werden, waarna ze werden gemummificeerd en bewaard in de Memphitische necropolis (dodenstad) bij het moderne Sakkara. In de nieuwe cultus, klaarblijkelijk onder Alexander de Grote begonnen in verband met zijn stichting van de nieuwe hoofdstad Alexandrië (332/1 v.Chr.), werd het offerdier met de god van de onderwereld, Osiris, vereenzelvigd. De Serapiscultus , vaak gecombineerd met de verering van Osiris' echtgenote Isis (Demeter), verspreidde zich tot ver voorbij de grenzen van Egypte. Manetho zou als raadgever hebben opgetreden bij nieuwe stichtingen van de cultus, zoals in Carthago (volgens een zogenoemde T1 inscriptie).

## Werken
Manetho zou acht werken in het Grieks hebben geschreven:
- De Geschiedenis van Egypte (Aegyptiaka)
- Tegen Herodotus
- Het Heilige Boek
- Over Oudheid en Religie
- Over Festivals
- Over de Bereiding van Kyphi
- De Gedachten over Fysica of Physiologica (Over de Natuur)
- Het Boek van Sothis

Met uitzondering van de Aegyptiaka is er weinig van deze werken overgeleverd.

## Tegen Herodotus
'Tegen Herodotus' zou volgens sommige onderzoekers deel hebben uitgemaakt van de Aegyptiaka. Herodotus, die later de vader van de geschiedenis werd genoemd, had in zijn Geschiedenis boek twee en het begin van boek drie gewijd aan Egypte. Hij noemde van de lijst van goddelijke koningen slechts Osiris, Typhon en Horus en bracht het onder in het midden van zijn verhaal, waar Manetho aan het begin van zijn kroniek een veel uitgebreider verslag geeft van de eerste koningen. Herodotus leerde van Egyptische priesters over 348 heersers vanaf Min (Menes), de eerste (menselijke, sterfelijke) koning, tot de Pers Cambyses. De eerste 330 vond Herodotus niet vermeldenswaard, met uitzondering van Nitokris en Moiris. Waar Herodotus van 348 heersers uitging, telde Manetho er 333. Herodotus ging ervan uit dat tijdens hun regering ongeveer 11.500 jaar verliep, terwijl Manetho ongeveer 5.100 jaar rekent. Volgens Manetho werd de Grote Piramide door de vierde dynastie gebouwd, 4.300 jaar vóór Cambyses. Herodotus had de hele dynastie 'verplaatst' en verklaarde dat het monument slechts 400 jaar, twaalf koningen, vóór de Perzische inval was opgericht. Dit moet Manetho woedend hebben gemaakt over deze verwaande Griek.

## Aegyptiaka
Het werk behandelde in drie tomoi (rollen of boeken) de geschiedenis van Egypte, beginnend in mythische tijden met de regering van goden, halfgoden en helden en lopend tot 323 v.Chr. Hephaistos voert zijn koningslijst aan. Volgens Eusebius ontdekte Hephaistos ook het vuur voor de Egyptenaren. Al lang voor Manetho waren er Griekse equivalenten bekend voor de grote goden, zoals Ptha (Hephaistos), Isis (Demeter), Thoth (Hermes), Horus (Apollo) en Seth (Typhon), maar voor de vele andere, menselijke koningen moest hij zelf nieuwe namen samenstellen. Dat was niet eenvoudig, omdat koningen vaak vijf soorten namen hadden, zoals kroningsnaam, Horusnaam en geboortenaam. Manetho muntte de term 'dynastie' (dynasteia) voor een heersende familie. Zijn indeling van de Egyptische dynastieën in drie perioden is tegenwoordig de algemeen aanvaarde indeling van de Egyptische geschiedenis in Oude Rijk, Middenrijk en Nieuwe Rijk. Het eerste deel loopt van de eerste koning tot de elfde dynastie, het tweede deel tot de negentiende, het derde deel tot de dertigste of eenendertigste (Perzische) dynastie. Manetho, die zelf beweert dat hij de officiële lijst der koningen heeft geraadpleegd (vergelijkbaar met de Turijnse Papyrus), werd later vaak door joodse en christelijke auteurs gebruikt als bron voor het opstellen van de Bijbelse chronologie.
Manetho moet ongeveer 473 koningen hebben opgesomd, die hij allemaal een (nieuwe, Griekse) naam moet hebben gegeven. Daarvan zijn er slechts 114 bewaard. Van deze 114 zijn er 84 vergelijkbaar met namen, die onafhankelijk van hem door de moderne egyptologie zijn ontdekt.
Het werk van Manetho is verloren gegaan, maar verschillende klassieke (christelijke) auteurs hebben (delen van) zijn werk overgenomen. De middeleeuwse, Byzantijnse monnik Georgius Syncellus heeft de opzet van Aegyptiaka gered door objectief de hele versie te citeren die hij bij Africanus en Eusebius vond. Maar hij bezorgde Manetho ook een slechte naam en citeerde ook een vals gebleken versie van het 'Boek van Sothis' (het 'Pseudo-Manetho Boek van Sothis'), dat met judaïsch en judeo-christelijk materiaal was gemengd. Manetho's werk werd slachtoffer van een heftige polemiek tijdens de hellenistische periode. Verschillende culturen eisten een hogere ouderdom op dan de Griekse beschaving en zouden haar hebben beïnvloed. Zo streden Egyptenaren en Joden om die eer. Men kan nu niet achterhalen hoe vroeg in de oudheid Manetho's werk reeds verloren ging. Zijn werk werd vervangen door uittreksels om in de polemiek te gebruiken. Bij het overnemen van Aegyptiaka zijn er fouten gemaakt. Die zijn echter opgespoord door de werken van verschillende auteurs te vergelijken. Ongelukkigerwijs is de versie van de joodse schrijver Flavius Josephus de oudste versie van de Aegyptiaka die we nog kennen. De versie die via Africanus tot ons is gekomen, wordt over het algemeen meer gewaardeerd dan deze die Eusebius heeft gebruikt. Manetho's Aegyptiaka is kortom eerder aangepast dan bewaard overgeleverd. De lijst bestaat uit 31 dynastieën.
De klassieke auteurs die Manetho als bron hebben gebruikt zijn:
- Flavius Josephus (100 n.Chr.)
- Sextus Julius Africanus (300 n.Chr.)
- Eusebius van Caesarea (300/400 n.Chr.)
- Georgius Syncellus (800 n.Chr.)

### Koningslijst
- 8 goden (13.900 jaar volgens Eusebius; volgens Syncellus regeerde Hephaistos' zoon Helios alleen al 30.000 jaar[7])
- 9 halfgoden (1.255)
- andere koningen (1.817)
- 30 koningen van Memphis (1.790)
- 10 koningen van Thinis (de stad is nog niet ontdekt, 350)
- halfgoden, 'geesten van de doden', (5.813)
- Dynastie I, 8 koningen van Thinis (te beginnen met Menes, de eerste menselijke koning, 253 volgens Africanus; Eusebius wijkt nog al eens van Africanus af)
- II, 9 koningen van Thinis (302)
- III, 9 koningen van Memphis (214)
- IV, 8 koningen van Memphis  (277): Soris (29), Souphis (63, Khufu-Cheops), Souphis (66, Chafra, Chefren), Menkheres (63, Menkaure), Rhatoises (25), Bikheris (22), Seberkheres (7), Thampthis (9)
- V, 8 koningen van Elephantine (218)
- VI, 6 koningen van Memphis (203)
- VII, 5 koningen van Memphis (70 dagen)
- VIII, 27 koningen van Memphis (146)
- IX, 19 koningen van Herakleopolis (409)
- X, 19 koningen van Herakleopolis (185)
- XI, 16 koningen van Diospolis (Parva?) (43)
- XII, 7 koningen van Diospolis (160)
- XIII, 60 koningen van Diospolis (453)
- XIV, 76 koningen van Xois (184)
- XV, 6 'Herder' koningen (284)
- XVI, 32 'Herder' koningen (518)
- XVII, 43 'Herder'koningen, ook 43 Thebaanse koningen van Diospolis (151)
- XVIII, 16 koningen van Diospolis (238)
- XIX, 6 koningen van Diospolis (117)
- XX, 12 koningen van Diospolis (135)
- XXI, 7 koningen van Tanis (130)
- XXII, 9 koningen van Bubastis (120)
- XXIII, 4 koningen van Tanis (89)
- XXIV, koning Bokhkhoris (6)
- XXV, 3 koningen van Ethiopia (40)
- XXVI, 9 koningen van Saïs (150)
- XXVII, 8 koningen van Perzië (124)
- XXVIII, koning Amyrteos (6)
- XXIX, 4 koningen van Mendes (20)
- XXX, 3 koningen van Sebennytos (38)
- XXXI, 3 koningen van Perzië (9)

### Hyksos en Mozes
Volgens Josephus' Contra Apionem (Tegen Apion) schreef Manetho het volgende over de Hyksos en Mozes in zijn Aegyptiaka: 

Uit het oosten kwam een volk onder leiding van Salitis, dat Egypte binnenviel en de stad Avaris herbouwde. Dit volk werd Hyksos (Herderkoningen) genoemd en ze waren volgens sommigen Arabieren. (Volgens scholiast op Plato ging het om 'Phoenicische broeders' en was Salitis hun leider.) Salitis nam Egypte over en regeerde 19 jaar. Na hem regeerden Beon, Apakhnas, Apophis, Iannas en Assis. De 'Herders' en hun nazaten regeerden 511 jaar. Toen een opstand uitbrak wist koning Misphragmouthosis de Herders te verslaan. Zijn zoon Thoummosis (Tethmosis) belegerde met 480.000 man Avaris, waar de 240.000 Herders zich hadden teruggetrokken. Er werd een verdrag gesloten waarin stond dat de Herders het land mochten verlaten. Ze gingen naar Syria (Judea) en bouwden Jeruzalem en de Tempel. (Volgens Josephus verlieten volgens Manetho de Herders Egypte 393 jaar vóór Danaos (Harmais)  in Argos aankwam). Danaos en Sethos (Rhamessus, Aigyptos) waren de zonen van koning Amenophis. Amenophis vertelde aan zijn naamgenoot Amenophis, de wijze zoon van Paapis, dat hij de goden wilde zien. De wijze profeet zei dat de koning het land moest zuiveren van lepralijders en andere 'onzuiveren'. De koning bracht er 80.000 van bij elkaar en zette ze aan het werk in steengroeven ten oosten van de Nijl. Er zouden ook geleerde priesters bij zijn, die aan lepra leden. De wijze profeet Amenophis vreesde de wraak van de goden als die zieke priesters zouden worden mishandeld. Hij vertelde dat het geïsoleerde volk bondgenoten zou vinden, die Egypte dertien jaar in bezit zouden nemen. Amenophis schreef zijn voorspelling op en pleegde uit angst voor de reactie van de koning zelfmoord.
Het apart gezette volk kreeg, na lang geleden te hebben, toestemming van de koning om in Avaris, gewijd aan Typhon, te gaan wonen. Nu ze een basis hadden voor een opstand, wezen ze Osarsephos, die een priester van Heliopolis was geweest, aan als hun leider. Osarseph, nu Mozes geheten, maakte nieuwe wetten, liet de muren versterken en bereidde zich voor op een oorlog tegen koning Amenophis. Hij vroeg om hulp aan de Herders in Judea. Er kwamen 20.000 van hen naar Avaris. Amenophis verzamelde een leger van 300.000 man, maar ging de strijd niet aan, want hij was op de hoogte van de voorspelling van de profeet Amenophis. Koning Amenophis ging met zijn leger naar de koning van Ethiopië en bleef daar 13 jaar lang. Samen met het leger van zijn zoon Rhampses versloeg Amenophis daarna de Herders en verjoeg hen tot de grenzen met Syria. 

Volgens Josephus was Manetho een 'idiote leugenaar' en stamde zijn volk niet van zieke mensen af. Volgens hem leefde Mozes bovendien generaties eerder. Wel was hij het met Manetho eens dat de Joden oorspronkelijk van buiten Egypte kwamen, Egypte veroverden en daarna verlieten.